# Chris Bosh
Christopher Wesson Bosh (Dallas, 24 maart 1984) is een Amerikaanse voormalig basketbalspeler  die speelde in de NBA. Hij speelde bij de Miami Heat samen met LeBron James en Dwyane Wade. In 2021 werd hij opgenomen in de Basketball Hall of Fame.

## Carrière
Bosh speelde collegebasketbal gedurende een seizoen voor de Georgia Tech Yellow Jackets. In 2003 werd hij als vierde gekozen in de eerste ronde van de NBA draft door de Toronto Raptors. Hij speelde bij de Raptors van 2003 tot 2010 en werd in die periode vanaf 2006 verkozen tot NBA All-Star. In zijn eerste seizoen werd hij ook verkozen tot NBA All-Rookie First Team. In 2008 nam hij deel aan de Olympische Spelen en won met de Amerikaanse nationale ploeg de gouden medaille.
In 2010 werd hij geruild naar de Miami Heat voor twee eerste ronde draftpicks. Hij vormde mij Miami een trio samen met LeBron James en Dwyane Wade en werd twee keer kampioen met hen in 2012 en 2013. Hij speelde de rest van zijn carrière voor de Heat, in 2017 stopte hij bij de Heat na problemen met zijn bloed.

## Erelijst
- NBA-kampioen: 2012, 2013
- NBA All-Star: 2006, 2007, 2008, 2009, 2010, 2011, 2012, 2013, 2014, 2015, 2016
- All-NBA Second Team: 2007
- NBA All-Rookie First Team: 2004
- Nummer 1 teruggetrokken door de Miami Heat
- Basketball Hall of Fame: 2021
- Wereldkampioenschap: 2006
- Olympische Spelen: 2008

## Statistieken

### Regulier seizoen
| Seizoen      | Team            | WG  | WS  | MPW  | 2P%  | 3P%  | FW%  | RPW  | APW | SPW | BPW | PPW  |
| ------------ | --------------- | --- | --- | ---- | ---- | ---- | ---- | ---- | --- | --- | --- | ---- |
| 2003/04      | Toronto Raptors | 75  | 63  | 33,5 | 45,9 | 35,7 | 70,1 | 7,4  | 1,0 | 0,8 | 1,4 | 11,5 |
| 2004/05      | Toronto Raptors | 81  | 81  | 37,2 | 47,1 | 30,0 | 76,0 | 8,9  | 1,9 | 0,9 | 1,4 | 16,8 |
| 2005/06      | Toronto Raptors | 70  | 70  | 39,3 | 50,5 | 0,0  | 81,6 | 9,2  | 2,6 | 0,7 | 1,1 | 22,5 |
| 2006/07      | Toronto Raptors | 69  | 69  | 38,5 | 49,6 | 34,3 | 78,5 | 10,7 | 2,5 | 0,6 | 1,3 | 22,6 |
| 2007/08      | Toronto Raptors | 67  | 67  | 36,2 | 49,4 | 40,0 | 84,4 | 8,7  | 2,6 | 0,9 | 1,0 | 22,3 |
| 2008/09      | Toronto Raptors | 77  | 77  | 38,0 | 48,7 | 24,5 | 81,7 | 10,0 | 2,5 | 0,9 | 1,0 | 22,7 |
| 2009/10      | Toronto Raptors | 70  | 70  | 36,1 | 51,8 | 36,4 | 79,7 | 10,8 | 2,4 | 0,6 | 1,0 | 24,0 |
| 2010/11      | Miami Heat      | 77  | 77  | 36,3 | 49,6 | 24,0 | 81,5 | 8,3  | 1,9 | 0,8 | 0,6 | 18,7 |
| 2011/12      | Miami Heat      | 57  | 57  | 35,2 | 48,7 | 28,6 | 82,1 | 7,9  | 1,8 | 0,9 | 0,8 | 18,0 |
| 2012/13      | Miami Heat      | 74  | 74  | 33,2 | 53,5 | 28,4 | 79,8 | 6,8  | 1,7 | 0,9 | 1,4 | 16,6 |
| 2013/14      | Miami Heat      | 79  | 79  | 32,0 | 51,6 | 33,9 | 82,0 | 6,6  | 1,1 | 1,0 | 1,0 | 16,2 |
| 2014/15      | Miami Heat      | 44  | 44  | 35,4 | 46,0 | 37,5 | 77,2 | 7,0  | 2,2 | 0,9 | 0,6 | 21,1 |
| 2015/16      | Miami Heat      | 53  | 53  | 33,5 | 46,7 | 36,5 | 79,5 | 7,4  | 2,4 | 0,7 | 0,6 | 19,1 |
| Carrière     | Carrière        | 893 | 881 | 35,8 | 49,4 | 33,5 | 79,9 | 8,5  | 2,0 | 0,8 | 1,0 | 19,2 |
| NBA All-Star | NBA All-Star    | 9   | 3   | 19,4 | 52,4 | 33,3 | 53,3 | 5,1  | 1,1 | 1,0 | 0,2 | 10,9 |

### Play-offs
| Seizoen  | Team            | WG | WS | MPW  | 2P%  | 3P%  | FW%  | RPW | APW | SPW | BPW | PPW  |
| -------- | --------------- | -- | -- | ---- | ---- | ---- | ---- | --- | --- | --- | --- | ---- |
| 2006/07  | Toronto Raptors | 6  | 6  | 37,0 | 39,6 | 20,0 | 84,2 | 9,0 | 2,5 | 0,8 | 1,8 | 17,5 |
| 2007/08  | Toronto Raptors | 5  | 5  | 39,8 | 47,2 | 14,3 | 83,3 | 9,0 | 3,6 | 1,6 | 0,4 | 24,0 |
| 2010/11  | Miami Heat      | 21 | 21 | 39,7 | 47,4 | 0,0  | 81,4 | 8,5 | 1,1 | 0,7 | 0,9 | 18,6 |
| 2011/12  | Miami Heat      | 14 | 10 | 31,4 | 49,3 | 53,8 | 82,7 | 7,8 | 0,6 | 0,4 | 1,0 | 14,0 |
| 2012/13  | Miami Heat      | 23 | 23 | 32,7 | 45,8 | 40,5 | 73,3 | 7,3 | 1,5 | 1,0 | 1,6 | 12,1 |
| 2013/14  | Miami Heat      | 20 | 20 | 34,3 | 50,7 | 40,5 | 75,0 | 5,6 | 1,1 | 0,9 | 1,0 | 14,9 |
| Carrière | Carrière        | 89 | 85 | 35,2 | 47,3 | 38,6 | 80,0 | 7,5 | 1,3 | 0,8 | 1,1 | 15,6 |

1 Bosh ·
3 Wade ·
5 Howard ·
6 James ·
13 Miller ·
14 Harris ·
15 Chalmers ·
21 Turiaf ·
22 Jones ·
30 Cole ·
31 Battier ·
34 Curry ·
40 Haslem ·
45 Pittman ·
50 Anthony ·
Coach Spoelstra
1 Bosh ·
3 Wade ·
6 James ·
9 Lewis ·
11 Andersen ·
13 Miller ·
15 Chalmers ·
22 Jones ·
24 Varnado ·
30 Cole ·
31 Battier ·
34 Allen ·
40 Haslem ·
50 Anthony ·
Coach Spoelstra